# Lijst van burgemeesters van Oud-Vroenhoven

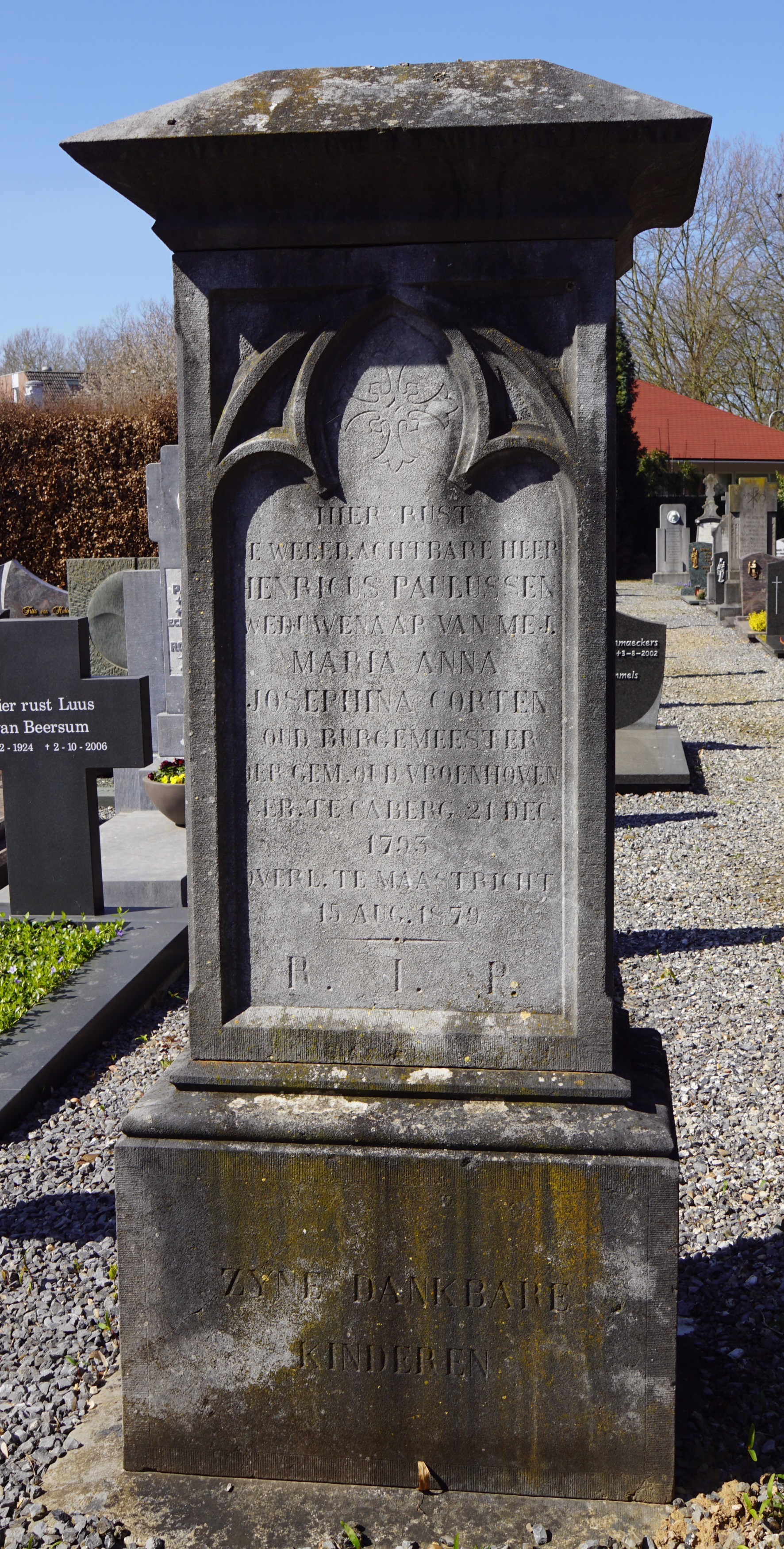
Graf van oud-burgemeester Henricus Paulussen (geboren in Caberg op 21 december 1793 en overleden in Maastricht op 15 augustus 1879) op het kerkhof van Oud-Caberg.

Dit is een lijst van burgemeesters van de voormalige Nederlandse gemeente Oud-Vroenhoven vanaf de afsplitsing van het Belgische Vroenhoven in 1839 tot het opgaan in de gemeente Maastricht in 1920.
| Ambtsperiode | Naam burgemeester      | Partij of stroming | Bijzonderheden                  |
| ------------ | ---------------------- | ------------------ | ------------------------------- |
| 1839 - 1856  | Mathijs (M.) Marres    |                    |                                 |
| 1856 - 1857  | Henricus Paulussen     |                    |                                 |
| 1858 - 1878  | Leonard Hubert Kruijen |                    |                                 |
| 1878 - 1880? | J.H.M. Neven           |                    |                                 |
| 1880 - 1881? | P.H. Nijsten           |                    |                                 |
| 1881 - 1917  | Willem Hubert Prick    |                    |                                 |
| 1917 - 1919  | Chr.H.H.G. Coenegracht |                    | later burgemeester van Maasbree |

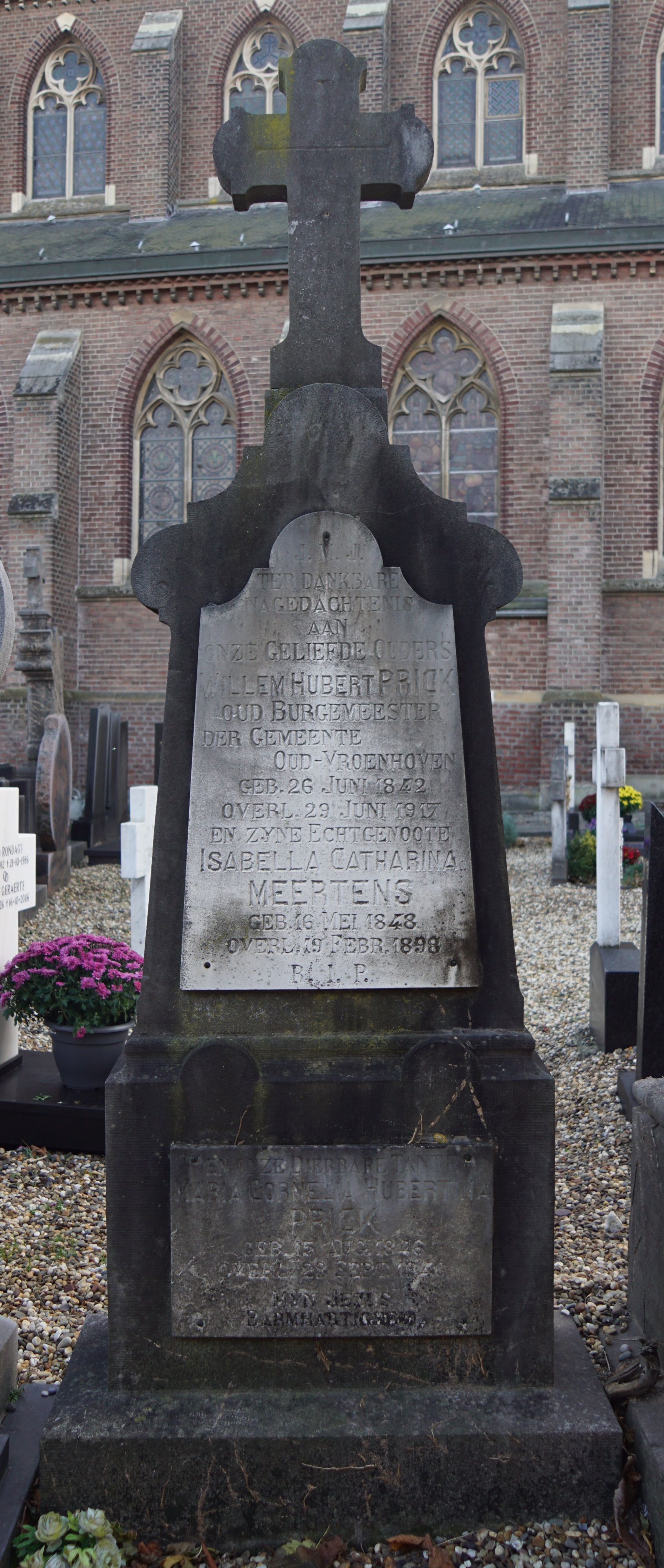
Graf van oud-burgemeester Willem Hubert Prick (1842-1917) op het kerkhof van Wolder.